# ジョナサン・マケイン
ジョナサン・マケイン（英語: Jonathan McKain、1982年9月21日 - ）は、オーストラリアの元サッカー選手。元オーストラリア代表。現役時代のポジションはDF、もしくはMF。

## クラブ歴
アングリカン・チャーチ・グラマー・スクールで教育を受けた。選手としてはブリズベン・ストライカーズFCでデビューし、その後ルーマニアに渡りFCナシオナル・ブカレストを経て、FCポリテフニカ・ティミショアラに在籍した。
2008年にウェリントン・フェニックスFCに移籍。怪我にも悩まされたものの、それを克服して活躍した。
2010年6月14日には1年契約でアル・ナスルに移籍、ワルテル・ゼンガ監督のクラブに入る事となった。移籍金は150万米ドルであった。
その後オーストラリアに戻り、アデレード・ユナイテッドFCに移籍した。2011年8月には同クラブの主将に任命されたが、12節でユージン・ガレコヴィッチに主将の座を譲る事となった。
2014年10月にはマレーシア・スーパーリーグのケランタンFAに移籍。翌年、ホームで行われたシンガポール・ライオンズXII戦で得点を挙げ、早速同クラブのサポーターを湧かせた。
2017年はサウス・ユナイテッドFCと契約したが、同年に現役引退を発表した。

## 代表歴
U-23代表としてアテネオリンピックに出場した。
A代表としてはFIFAコンフェデレーションズカップ2005に出場した。

## 個人成績
| オーストラリア代表 | オーストラリア代表 | オーストラリア代表 |
| 年                 | 出場               | 得点               |
| ------------------ | ------------------ | ------------------ |
| 2004               | 2                  | 0                  |
| 2005               | 8                  | 0                  |
| 2006               | 2                  | 0                  |
| 2007               | 0                  | 0                  |
| 2008               | 0                  | 0                  |
| 2009               | 0                  | 0                  |
| 2010               | 2                  | 0                  |
| 2011               | 2                  | 0                  |
| 計                 | 16                 | 0                  |

## タイトル

### クラブ
ケランタンFA
- ピアラFAマレーシア

準優勝: 2015

### 代表
オーストラリア
- OFCネイションズカップ: 2004